# Remington Модель 51
Remington Model 51 це невеликий кишеньковий пістолет, який розробив Джон Педерсен, а випускала компанія Remington Arms напочатку 20-го століття для цивільного ринку США. Remington випустила приблизно 65000 пістолетів Модель 51 під набої .32 ACP та .380 ACP з 1918 по 1926 роки, хоча невелика кількість була зібрана в середині 1930-х років.

## Розробник Джон Педерсен
Джон Педерсен розробив або зіграв важливу роль у розробці багатьох видів вогнепальної зброї компанії Remington Arms. Він працював разом з Джоном Браунінгом при розробці дробовика Remington Model 17, який став основою для дробовиків Remington Model 31, Ithaca 37, Browning BPS та Mossberg 500. Він розробив пристрій Педерсена, який дозволив переробити гвинтівку M1903 Springfield в самозарядну гвинтівку з пістолетним калібром. Пізніше Педерсен працював на армію США і став конкурентом Джона Гаранда розробивши самозарядну гвинтівку під потужний гвинтівковий набій. В його конструкції використано змащені воском гільзи та систему колінчастих важелів, як у пістолета Люгер, але врешті гвинтівка поступилася гвинтівці M1 Garand.

## Розробка та виробництво
Спочатку Модель 51 випускали під набій .380 ACP, а пізніше — .32 ACP в якості кишенькового пістолета. В Європі в якості кишенькових пістолетів дрібного калібру надавали перевагу пістолетами, в той час як в США полюбляли револьвери. Складний ударно-спусковий механізм та запобіжник  зробили пістолет дорожчим ніж конкуренти розроблені Браунінгом, а Модель 51 була не набагато меншою. Крім того компанія Remington була відома своєю довгоствольною зброєю; їхня ручна зброя до цього обмежувалася револьверами, які були менш популярними на ринку у порівнянні зі зброє Кольта. Також Remington Модель 51 мала обмежений комерційний успіх, оскільки вартість становила приблизно15.75 доларів США (в 1920 році мінімальна заробітна плата в Каліфорнії становила 0.33 долара США).)
Існує міська легенда за якою обвал фондового ринку 1929 році вбив виробництво Remington Модель 51, оскільки люди не могли придбати собі ручну зброю, особливо коли була можливість придбати дешевшу зброю на ринку, але це неправда. Модель 51 випускали з 1918 по 1926 роки. Виробництво припинили 12 грудня 1926 року (більша частина випущених пістолетів була продана в 1927 році, а невеликі кількості ще продовжували збирати з деталей, які були на фабриці, і продавати до 1934 року ). До Чорної П'ятниці (25 жовтня 1929 року) компанія не випускала Remington Модель 51 вже майже три роки.
Перевага конструкції Педерсена полягає в тому, що затвор ковзає легше ніж у пістолетів з прямим відбоєм затвора, що дозволило зменшити вагу самого пістолета, а замикання затвора з затримкою зменшує відчуття відбою. Генерал Джордж Сміт Паттон мав Remington 51 і, вважалося, що полюбляв цей пістолет. Незважаючи на схвальні відгуки, жодний державне або приватне агентство не прийняло на озброєння Модель 51. Маркування якоря на деяких пістолетах призвело до помилкової думки, що ці пістолети були призначені для ВМС США, оскільки ВМС рекомендували прийняти на озброєння пістолет .45-калібру. Деякі екземпляри мають інвентарні номери, проте достеменно не відомо про існування такої нумерації і, вважається, що вони мають номери один, два або шість. Згодом ВМС провели випробування M53 і дійшли до висновку, що це “...проста, міцна та цілком надійна зброя, яка може бути використана в якості службової зброї.”
В 1970-х та 1980-х роках винахідник Росс Радд розробив прототип пістолета під набій .45 ACP на базі схеми Педерсена з похилою поверхнею, замість поверхні замикання. Така схема затримувала відмикання затвора замість його замикання. Планували налагодити випуск пістолета, але в серію він не пішов. Італійська фірма Benelli випустила обмежену кількість пістолетів B76, B80 та B82 схожих на пістолет Радда; проте, вони мали інерційну систему блокування.
Пістолет Remington R51 є переробленою Моделлю 51 яку випустили в лютому 2014 року перед питаннями постачання та відкликання компанією Remington, яка, як вважають, була створена компанією Para Ordnance, яку нещодавно придбала Freedom Group.

## Варіанти

### .45cal. Модель 53
Незважаючи на недоліки, конструкцію рекомендувала прийняти на озброєння Рада ВМС під час Першої світової війни у вигляді збільшеної версії під набій .45 калібру Remington Модель 53. Випробування прототипу та серійного M1911 показали, що конструкція Remington більш надійна. Компанія Remington почала вимагати великий авансовий платіж, але перемовини закінчилися через вступ США у Першу світову війну. Доступні заводи перейшли на виробництво пістолета M1911 тому інвестування у виробництво іншого пістолета не мало сенсу. Виробництво М1911 велося відповідно до вимог воєнного часу, а компанія Remington сама отримала контракт на виробництво зброї Кольта.
Завдяки осі каналу ствола розташованій нижче, легшому затвору та казенній частині, яка замикається, Remington 53 мав менший відбій ніж M1911. Цей факт засвідчив експерт зі зброї Джуліан Гетчер. До того ж пістолет Remington був більш точним, легшим і мав менше рухомих частин ніж М1911. Незважаючи на свої переваги над M1911, цивільний ринок був мало зацікавлений крупнокаліберному пістолеті, а військовий контракт був малоймовірним, оскільки цю нішу займав M1911. Компанія Remington припинила робота над великим пістолетом і сфокусувала роботу над Моделлю 51.

### 9мм Модель R51
В 2014 році компанія Remington анонсувала випуск Моделі 51 під набій 9мм Luger під назвою R51.